# سینما فردیس
سینما فردیس یک سینما در شهر فردیس، ایران است.
این سینما در سال ۱۳۸۵ با یک سالن با ظرفیت ۳۱۸ نفر تأسیس شده‌است.